# Архестрат
Архестрат (Грчки: Ἀρχέστρατος, Archestratos) био је старогрчки песник из Ђеле или Сиракузе, Велика Грчка, на Сицилији, који је писао негде средином 4. века пре нове ере, и био је познат као „Дедал укусних јела“.
Његова духовита дидактичка песма Hedypatheia („Живот луксуза“), написана у хексаметрима, али је данас позната само на основу цитата. У песми писац саветује читаоца где да пронађе најбољу храну на Медитерана. Писац, који је у антици био назван Хесиод или Теогнис прождрљиваца, пародира језгровит стил старијих гномских песника; писац највише пажње посвећује риби, иако се поједини фрагменти односе на предјела, а постојао је и одељак о вину. Његова песма је била донекле контроверзна међу читаоцима у 4. и 3. веку пре нове ере: на њу су се позивали песник комичар Антифан, Линкеј са Самоса и филозофи Аристотел, Хризип и Клерх из Солија. У скоро сваком случају ова помињања су омаловажавајућег типа, што имплицира да је Архестратова песма — попут Филаенисовог приручника о сексу — вероватно кварила читаоце.
Сачувано је 62 фрагмента из Архестратове песме (укључујући два дела која за која је упитно да ли је он аутор), све преко Атенејевог цитата у Deipnosophista. Песму је на латински превео или опонашао Квинт Еније али дело  није сачувано. Стандардно издање фрагмената, са коментарима и преводом, су објавили Олсон и Сенс (2000).